# Guerra civil de Nigeria
La Guerra Civil de Nigeria, (en inglés: Nigerian Civil War o Nigerian-Biafran War) comúnmente conocida como la Guerra de Biafra (6 de julio de 1967 a 13 de enero de 1970), fue el conflicto armado político-étnico causado por el intento de secesión de las provincias del sudeste de Nigeria bajo el nombre de República de Biafra. Biafra fue el resultado de las aspiraciones nacionalistas del pueblo igbo, quienes sentían que ya no podían coexistir con el estado nigeriano, influenciado principalmente por los pueblos norteños. El conflicto y la lucha por la secesión de Biafra, liderada por el coronel Odumegwu Ojukwu, fue producto de tensiones políticas, económicas, étnicas, culturales y religiosas que precedieron a la descolonización británica entre 1960 y 1963. Las causas inmediatas de la guerra tuvieron lugar un año antes, incluyendo un golpe de Estado, un contragolpe y un pogromo contra los igbos del norte del país. La lucha por el control del petróleo en el delta del Niger desempeña un papel fundamental para entender esta guerra.
En un año, las tropas del gobierno federal rodearon la República de Biafra, capturando las principales instalaciones petroleras de la costa y la ciudad Port Harcourt, un punto estratégico vital. El estancamiento del conflicto y el bloqueo contra Biafra condujeron a una terrible hambruna que se saldaría con la vida de cerca de tres millones de personas durante los 2 años y medio que duró el conflicto.
A mediados de 1968, la guerra saltó a los medios por la hambruna en diversas zonas sitiadas, y las crueles imágenes de niños biafreños hambrientos y gravemente desnutridos dieron la vuelta al mundo. El conflicto y la terrible situación se convirtieron en cause célèbre en todo el mundo, lo que permitió un aumento significativo en la financiación y aparición de las ONG. A raíz de esto, Bernard Kouchner y otros doctores franceses que estuvieron en la Biafra sitiada crearon, en 1971, la ONG Médicos Sin Fronteras.
El gobierno nigeriano contó con apoyo aéreo de Egipto, en ese entonces presidido por Gamal Abdel Nasser, y con el respaldo internacional de un gran número de países, principalmente la Unión Soviética, Reino Unido y Estados Unidos, así como buena parte del mundo musulmán. Por su parte, la secesión de la República de Biafra solo fue reconocida de manera oficial por Gabón, Zambia, Haití, Costa de Marfil y Tanzania. Sin embargo recibió un gran apoyo logístico y respaldo de muchos países, entre los que se encuentran principalmente Israel (que inicialmente había apoyado al gobierno nigeriano), Francia, Sudáfrica, Rodesia, China, España o Portugal.Pablo VI hizo una llamada a la pacificación sin pronunciarse por ningún bando: “Su Santidad, que no desea en lo más mínimo referirse a las causas de la disputa, no puede ofrecer su ayuda directa, pero invita a todas las autoridades responsables a iniciar la pacificación”. La guerra civil de Nigeria fue uno de los conflictos más devastadores y brutales del siglo XX y sus consecuencias aún repercuten hasta nuestros días.

## Golpe militar
A Nigeria le fue concedida la independencia total en 1960, como una federación de tres regiones, cada una reteniendo un sustancial grado de autonomía. Entonces los igbos componían el 60 o 70% de la población del sudeste, los fulani el 65% de los del norte y los yorubas el 75% de los del suroeste.
Las sospechas de fraudes en las elecciones anteriores, la crisis económica, las acusaciones de corrupción a importantes funcionarios y la creciente polarización política llevaron el 15 de enero de 1966 a un golpe militar por parte de los oficiales más jóvenes del ejército, en su mayoría igbos de mandos medios o bajos de tendencia izquierdista y dirigidos por el mayor Chukwuma Nzeogwu.
Sin embargo, la mayoría del ejército permaneció fiel al gobierno y a su comandante en jefe, general Johnson Aguiyi-Ironsi, quien rápidamente encarceló a los golpistas, restableció el orden e instauró un régimen militar, convirtiéndose en jefe de Estado en reemplazo del presidente Nnamdi Azikiwe, que se encontraba en Londres recibiendo tratamiento médico. El general Aguiyi-Ironsi, un ibo de religión católica, conocido afectuosamente como “Johnny Ironside” desde su época de comandante en jefe de las fuerzas de las Naciones Unidas en la República del Congo, suspendió la constitución, disolvió todos los cuerpos legislativos, prohibió los partidos políticos, nombró gobernadores militares en todas las regiones y formó un gobierno, integrado por un Consejo Supremo Militar y un Consejo Ejecutivo federal. Mientras tanto, creció el resentimiento en las regiones septentrional y occidental, donde el golpe militar fue interpretado como una maniobra de los ibos para hacerse con el poder; esto iba especialmente en contra de los oficiales yorubas o hausas.
El 29 de julio de 1966, los norteños realizaron un contragolpe, dirigido por el coronel Murtala Mohammed. Esto situó en el poder al coronel Yakubu Gowon. Aumentaron las tensiones étnicas a consecuencia de los sucesivos golpes y condujeron, en septiembre de 1966, a las masacres a gran escala de igbos cristianos residentes en el norte musulmán, produciéndose unas 8.000 a 30.000 muertes de igbos.
El descubrimiento de grandes cantidades de petróleo en el delta del río Níger, con su enorme red de ríos y ciénagas en la punta más al sur del país, entre las regiones del este y sudoeste, llevó a las provincias del sudeste a anexionarse esta región para ser autosuficientes y cada vez más prósperas. Sin embargo, la exclusión del poder de las regiones orientales hizo que muchos temieran que los beneficios obtenidos del petróleo fueran empleados en beneficio de las áreas septentrional y suroccidental, y no en el sudeste. Todos estos factores llevaron a los igbos a reclamar la secesión.

## La secesión
El gobernador militar del sudeste igbo, el coronel Odumegwu Ojukwu, aludiendo a las masacres norteñas y al fraude electoral, anunció en el parlamento sureño la secesión de la región del sudeste de Nigeria y proclamó el 30 de mayo de 1967 (29 de mayo en diversas fuentes) la República de Biafra como nación independiente. Aunque gozaban de la simpatía europea y de muchas otras partes del mundo, sólo cuatro países reconocieron la recién fundada república. También se dice que una de las principales razones por las que Ojukwu proclamó la República de Biafra fue que no reconocía a Gowon como jefe de Estado, ya que no era el siguiente oficial en la jerarquía militar tras Ironsi. Los diferentes acuerdos de paz, y especialmente el de Aburi, Ghana (Acuerdo de Aburi) no tuvieron resultado y los tiroteos continuaron.

### Los Estados beligerantes
Entre los distintos Estados que combatieron se distinguen tres países:
- Nigeria: con 60 millones de habitantes (incluyendo los territorios seccionados), gobernado por militares con recursos petroliferos y mayoría musulmana en el centro y norte. Su ejército era uno de los mejores de África junto al de Egipto y Sudáfrica.
- Biafra: con 14 millones de habitantes, rico en petróleo con una mayoría ibo de 8 millones, cristianos y animistas.
- República de Benín: Estado proclamado por tropas biafreñas que llegó a tener 3 millones de habitantes.

## Guerra civil

### Ofensivas biafreñas
El gobierno nigeriano lanzó una «acción policial» para recuperar el territorio secesionista tras una avance de las fuerzas de Biafra en territorio adyacente no perteneciente a los igbos. La guerra empezó el 6 de julio de 1967, cuando las tropas federales nigerianas avanzaron en dos columnas hacia Biafra. La columna derecha entró en la ciudad de Nsukka, que cayó el 14 de julio, mientras que la columna de la izquierda tomó Garkem, que fue capturada el 12 de julio. Pero Biafra respondió con una ofensiva el 9 de julio, cuando 7000 rebeldes avanzaron a través del río Níger, desde el oeste hacia las tierras del centro del país, pasando por la ciudad de Ciudad de Benín  (tomada entre el 11 y 16 de agosto tras duros combates por 3.000 soldados y milicianos biafreños al mando del teniente coronel Victor Banjo, derrotando a los 300 defensores del gobernador, teniente coronel Ejoor), que se había proclamado también "república independiente", hasta alcanzar el 21 de agosto la ciudad de Ore, justo sobre la frontera del Estado, a 130 millas al este de la capital de Nigeria, Lagos. Aunque Ciudad de Benín volvió a manos de los nigerianos el 22 de septiembre, Biafra cumplió con éxito su primer objetivo de sitiar el máximo posible de tropas federales de Nigeria. Se necesitaron cuatro batallones de la Segunda División de Infantería de Nigeria para hacer retroceder a los de Biafra y recuperar las conquistas territoriales conseguidas en la ofensiva. Pero los nigerianos fueron expulsados tres veces al intentar cruzar el Níger en octubre.

### Contraataque nigeriano
Los nigerianos, en ese momento, calmaron sus ofensivas y empezaron un periodo de asedio a Biafra. Desembarcos anfibios de la flota nigeriana llevaron a la conquista de las ciudades sureñas de Bonny, al sur de Port Harcourt, el 26 de julio y del puerto de Calabar el 18 de octubre por parte de miembros de la Tercera División de Marina de Nigeria. Al norte, las fuerzas de Biafra fueron obligadas a retroceder a su propio territorio, y la ciudad de Enugu (capital de Biafra) fue capturada por las fuerzas nigerianas de la Primera División de infantería el 4 de octubre de 1967. Los biafreños resistieron en las tierras centrales igbos, siendo enseguida rodeados por las fuerzas nigerianas.
Sin embargo, la reorganización del ejército nigeriano, la reticencia de la armada biafreña a lanzar nuevos ataques y los efectos del bloqueo naval, aéreo y terrestre sobre Biafra llevaron a un cambio en el equilibrio de las fuerzas. El excéntrico conde sueco Carl Gustav von Rosen dirigió una brigada de aviones miniCOINS (MFI-9b), la BAF o Fuerza Aérea de Biafra, formada por tres suecos y dos biafreños.

### Emboscada de Abagana
El 31 de marzo de 1968, una columna de 6.000 soldados nigerianos de la Segunda División al mando del coronel Murtala Mohamed se dirigía de Enugu a Onitsha en 96 camiones por un camino selvático, cuando cerca del pueblo de Abagana fueron emboscados por fuerzas rebeldes al mando del mayor Jonathon Uchendu. Con el camino bloqueado, rodeados y bajo un intenso fuego enemigo, los soldados fueron masacrados. Muy pocos lograron escapar, y se contaron 7000 cadáveres (6.000 nigerianos y 1.000 rebeldes). Fue la mayor victoria de los biafreños y un humillante golpe al gobierno nigeriano, que llevó a la destitución de Murtala Mohammed como comandante del área de Onitsha. Tras la batalla los nigerianos prefirieron rodear Biafra matando de hambre a su población, esperando que esta se debilitara para atacar de nuevo.

### El asedio de Biafra

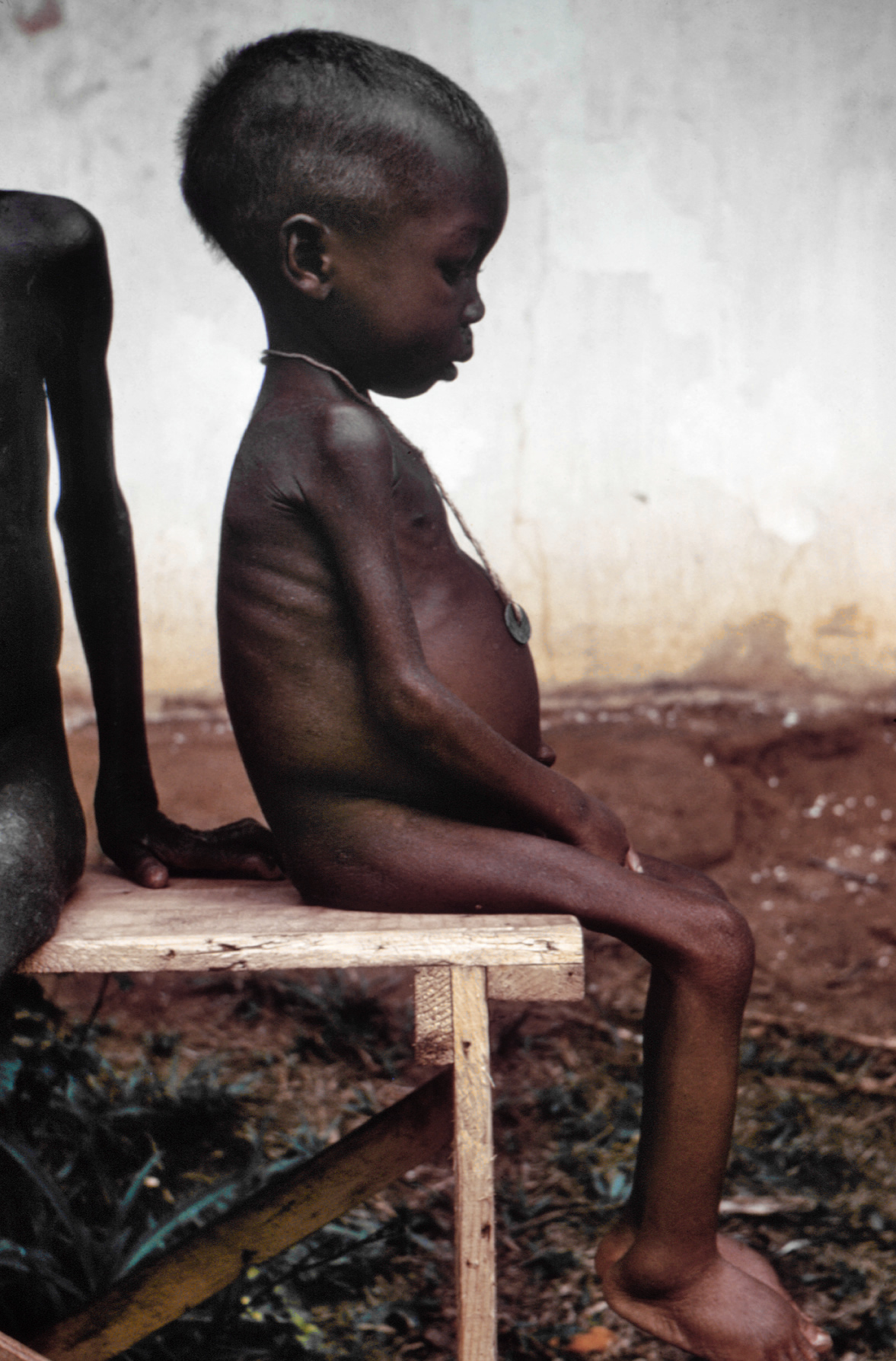
Fotografía de un pequeño niño sufriendo kwashiorkor en un campo de refugiados de la guerra civil.

Desde 1968 en adelante, la guerra cayó en unas largas tablas, con las fuerzas nigerianas incapaces de realizar avances significativos en las zonas todavía bajo control biafreño. No obstante, otra ofensiva nigeriana, realizada de abril a junio de 1968, empezó a estrechar el cerco a Biafra, gracias a los avances en los dos frentes del norte y a la conquista de Port Harcourt el 19 de mayo de 1968. Este asedio tuvo como consecuencia el desastre humanitario de hambruna e inanición en los territorios igbos, ya que una de las tácticas más utilizadas por las fuerzas nigerianas fue el sabotaje de las tierras de cultivo. Las imágenes de niños biafreños afectados por la hambruna dieron la vuelta al mundo, mientras el gobierno de Biafra acusaba a Nigeria de utilizar el hambre y el genocidio para ganar la guerra, reclamando la ayuda del resto de naciones.
Numerosos grupos de voluntarios organizaron vuelos de ayuda a Biafra, con comida, medicinas e incluso en ocasiones armas (según diversas fuentes). Nigeria también acusó al gobierno de Biafra de reclutar mercenarios extranjeros para prolongar la guerra. Bernard Kouchner fue uno de los médicos voluntarios de la Cruz Roja francesa que trabajó en hospitales y centros de nutrición en la sitiada Biafra. La Cruz Roja requería a sus voluntarios la firma de un acuerdo, considerado por muchos (como Kouchner y sus partidarios) como un “acuerdo-mordaza”, y diseñado para mantener la neutralidad de la organización, sin importar las circunstancias. Kouchner y otros médicos franceses firmaron este acuerdo.
Tras entrar en el país, los voluntarios, así como los trabajadores de hospitales y centros de salud biafreños, fueron atacados por el ejército nigeriano y fueron testigos de los asesinatos e inanición de civiles.
Kouchner fue también testigo de estos acontecimientos, y particularmente del gran número de niños hambrientos. Cuando regresó a Francia criticó públicamente al gobierno nigeriano y a la Cruz Roja por la supuesta complicidad de sus comportamientos. Con el respaldo de otros médicos franceses, Kouchner situó a Biafra en el centro de la atención pública y reclamó una respuesta internacional para solucionar la situación. Estos médicos, liderados por Kouchner, vieron la inexistencia de una organización humanitaria que ignorara las fronteras político-religiosas y que priorizara el bienestar de las víctimas, y en 1971 constituyeron Médecins Sans Frontières (Médicos sin fronteras).
Durante todo 1968 y parte de 1969, las dificultades logísticas hicieron que las fuerzas federales nigerianas no dieran el golpe de gracia a una guerra que se decantaba a su favor. A pesar de la ayuda exterior y el daño político causado en Nigeria, el área controlada por el gobierno biafreño era cada vez más y más pequeña. El 22 de marzo de 1968 cayó Onitsha, el 28 de octubre Aba pasó a manos de tropas nigerianas, el 18 de septiembre cayeron Ogoja y Owerri. Pero en mayo de 1969, los biafreños lanzaron una ofensiva desesperada con el objetivo de mantener el desequilibrio entre los nigerianos y prolongar el máximo posible la existencia de la nación separatista, logrando recuperar Owerri (26 de mayo) y Onitsha (23 de julio). Les apoyaron pilotos mercenarios extranjeros, que seguían proporcionando comida, medicamentos y armas. Uno de los mercenarios más notables fue el conde sueco Carl Gustaf von Rosen, que dirigió a cinco Malmö MFI-9 MiniCOINS, pequeños aviones con motor de pistones, armados con lanzacohetes y ametralladoras, en el ataque a los campos de aviación militares de Nigeria en Port Harcourt, Enugu, Benín y Ughelli en junio. En esta acometida, se consiguió alcanzar algunos de los jets nigerianos (utilizados para atacar los aviones de ayuda humanitaria) y tres de los seis bombarderos Ilyushin Il-28, usados diariamente para bombardear los pueblos y granjas de Biafra. Aunque desprevenidos ante la sorpresa de la ofensiva de Biafra, los nigerianos se recuperaron pronto y contuvieron a los biafreños lo suficiente como para paralizar su ofensiva. Los ataques aéreos biafreños desbarataron las operaciones de combate de la fuerza aérea nigeriana, pero solo durante unos meses.
Las fuerzas federales nigerianas lanzaron su ofensiva final con 120.000 hombres contra Biafra el 23 de diciembre de 1969, con una gran acometida por parte de la Tercera División de Marina, que consiguió dividir el territorio biafreño en dos partes hacia finales de año. La ofensiva final, llamada “Operación viento de cola”, se lanzó el 7 de enero de 1970 con la incursión de la Tercera División de Marina, respaldada por la Primera División de infantería en el norte y la Segunda en el sur. Las ciudades biafreñas de Owerri y Uli cayeron el 9 y 11 de enero, respectivamente. El 13 de enero fue ocupada Amichi, y el día anterior se había rendido el líder rebelde Effiong.
La guerra acabó el 15 de enero de 1970 con la rendición final de las fuerzas de Biafra en Umuhaia, última ciudad controlada por su ejército. El 8 del mismo mes, Ojukwu huyó al exilio hacia la república de Costa de Marfil, dejando los detalles de la rendición a su vicepresidente y sucesor Philip Effiong. Para sorpresa del resto del mundo, la mayoría de las represalias y masacres prometidas no tuvieron lugar, y se intentó de manera sincera la reconciliación.

## Secuelas
Más de una docena de golpes han tenido lugar en Nigeria desde 1960. La guerra fue muy costosa para Nigeria en términos de vidas humanas, dinero e imagen exterior. Se estima que alrededor de tres millones de personas murieron a causa del conflicto, básicamente por hambre y enfermedades; cerca de 3 millones de igbos huyeron a Camerún como refugiados durante el conflicto (otro millón huyó durante el caos previo a la guerra). La reconstrucción, impulsada por el dinero procedente del petróleo, fue rápida. Sin embargo, las antiguas tensiones étnicas y religiosas han seguido caracterizando la vida política nigeriana. El gobierno militar mantuvo el poder durante muchos años, y los habitantes de las áreas productoras de petróleo reclamaban una repartición justa de los beneficios procedentes del combustible. Se aprobaron leyes por las cuales los partidos no podían tener orígenes étnicos o tribales. Sin embargo, este punto ha sido difícil de llevar a la práctica.
El 29 de mayo de 2000, el periódico The Guardian of Lagos informó que el presidente Olusegun Obasanjo retiraba los cargos contra todos los militares que lucharon por la secesión de Biafra en la guerra civil nigeriana. En una retransmisión nacional, afirmó que esta decisión estaba basada en el principio de que "la justicia debía estar siempre suavizada por la compasión". También se cree que Obasanjo intentó apaciguar a los igbos a través de sus declaraciones, ya que, durante las elecciones que tuvieron lugar el año anterior, había recibido un respaldo electoral masivo de estas regiones.

## Cronología
Cronología de la guerra civil de Nigeria:
- 1967
  - 30 de abril: Biafra proclama su independencia.
  - 19 de mayo: La infantería de marina nigeriana toma Port Harcourt en el Delta del Níger.
  - 6 de junio: Ofensiva nigeriana para reconquistar Biafra, inicio de la guerra.
  - 11 de agosto: La ofensiva biafreña consigue capturar Ciudad de Benín.
  - 16 de agosto: Proclamación de la República de Benín por los biafreños.
  - 22 de septiembre: Los nigerianos recuperan Ciudad de Benín.
  - 4 de octubre: Con una ofensiva lanzada desde el norte los nigerianos capturan Enugu.
  - 18 de octubre: La infantería de marina de los nigerianos captura Calabar.
- 1968
  - 22 de marzo: Los nigerianos capturan Onitsha.
  - 28 de agosto: Los nigerianos toman Aba.
  - 18 de septiembre: Tropas nigerianas toman Ogoja, en el norte de Biafra, y Owerri, en el centro de esta.
- 1969
  - 22 de abril: Umuhaia cae en poder de los nigerianos, la perderán poco después.
  - 26 de abril: Los biafreños expulsan a los nigerianos de Owerri.
  - 23 de julio: Onitsha es recuperada por las tropas biafreñas.
- 1970
  - 15 de enero: Rendición de los biafreños en Umuhaia. Final de la guerra.